# Antalis
Antalis es un género de  molusco escafópodo marino de la familia Dentaliidae.
Su concha tiene una forma cónica y curvada lisa, sin estrías, lo que lo diferencia del género Dentalium, cuyas conchas presentan estrías.

## Especies
Las especies incluidas dentro del género Antalis son:
- Antalis agilis (M. Sars in G.O. Sars, 1872)
- Antalis albatrossae Scarabino, 2008
- Antalis alis Scarabino, 2008
- Antalis antillaris (d'Orbigny, 1853)
- Antalis ariannae Caprotti, 2015
- Antalis bartletti (Henderson, 1920)
- Antalis berryi (A. G. Smith & Gordon, 1948)
- Antalis boucheti Scarabino, 1995
- Antalis caprottii  Martínez-Ortí & Cádiz, 2012
- Antalis cerata (Dall, 1881)
- Antalis circumcincta (R. B. Watson, 1879)
- Antalis dentalis (Linnaeus, 1758)
- Antalis diarrhox (R. B. Watson, 1879)
- Antalis entalis (Linnaeus, 1758)
- Antalis gardineri (Melvill, 1909)
- Antalis glaucarena (Dell, 1953)
- Antalis guillei Scarabino, 1995
- Antalis inaequicostata (Dautzenberg, 1891)
- Antalis inflexa (G. B. Sowerby III, 1903)
- Antalis intesi (Nicklès, 1979)
- Antalis longitrorsa (Reeve, 1842)
- Antalis maestratii Scarabino, 2008
- Antalis marukawai (Otuka, 1933)
- Antalis nana (Hutton, 1873)
- Antalis novemcostata (Lamarck, 1818)
- Antalis occidentalis (Stimpson, 1851)
- Antalis panorma (Chenu, 1843)
- Antalis perinvoluta (Ludbrook, 1954)
- Antalis phanea (Dall, 1895)
- Antalis pilsbryi (Rehder, 1942)
- Antalis porcata (Gould, 1859)
- Antalis pretiosa (Sowerby, 1860)
- Antalis rossati (Caprotti, 1966)
- Antalis senegalensis (Dautzenberg, 1891)
- Antalis suteri (Emerson, 1954)
- Antalis taphria (Dall, 1889)
- Antalis tibana (Nomura, 1940)
- Antalis tubulata (Henderson, 1920)
- Antalis usitata (E. A. Smith, 1894)
- Antalis valdiviae (Plate, 1908)
- Antalis vulgaris (da Costa, 1778)
- Antalis weinkauffi (Dunker, 1877)

### Especies extintas
- Antalis nanaimoense (extinta/fósil)
- Antalis cooprei (extinta/fósil)

### Species inquirenda
- Antalis aculeata (Sowerby, 1860)

### Sinonimias
- Antalis boissevainae Palmer, 1974 acaptada como Antalis tibana (Nomura, 1940)
- Antalis callithrix (Dall, 1889) acaptada como Pertusiconcha callithrix (Dall, 1889) ( actualmente colocado en el género Pertusiconcha)
- Antalis disparile (d'Orbigny, 1853) acaptada como Paradentalium disparile (d'Orbigny, 1853)
- Antalis entale Linnaeus, 1758 acaptada como Antalis entalis (Linnaeus, 1758) (concordancia gramatical incorrecta del epíteto)
- Antalis infracta (Odhner, 1931) acaptada como Paradentalium infractum (Odhner, 1931)
- Antalis occidentale (Stimpson, 1851) acaptada como Antalis occidentalis (Stimpson, 1851)
- Antalis vulgare (da Costa, 1778) acaptada como Antalis vulgaris (da Costa, 1778) (variación ortográfica)